# Percy Lavon Julian
Percy Lavon Julian (né le 11 avril 1899 et mort le 19 avril 1975) est un chimiste américain. 
Il est pionnier pour ses travaux visant à produire des hormones à partir de plantes : il est par exemple le premier à produire de la physostigmine et permet la fabrication à l'échelle industrielle de progestérone et de testostérone à partir de phytostérol. Son travail permet la production en grande quantité de médicaments à base de stéroïdes, tels la cortisone, et permet le développement de la pilule contraceptive. 
Il a déposé au cours de sa vie plus de 130 brevets. Il est l'un des premiers afro-américains à recevoir un doctorat en chimie. 